# Quisqualis malabarica
Quisqualis malabarica là một loài thực vật có hoa trong họ Trâm bầu. Loài này được Bedd. miêu tả khoa học đầu tiên năm 1874.

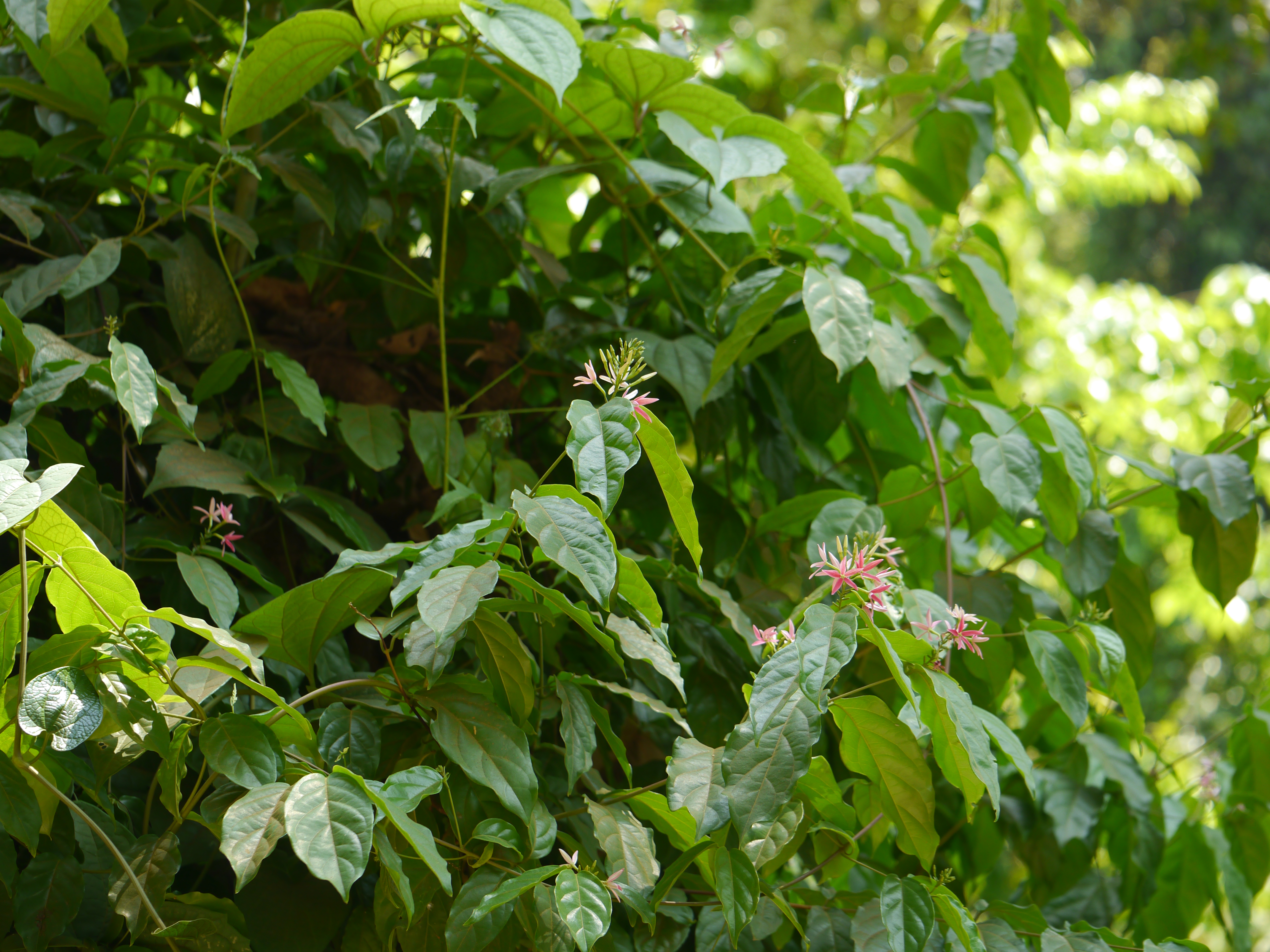
Combretum malabaricum